# C/2020 F3 (NEOWISE)
C/2020 F3 (NEOWISE), або просто NEOWISE — комета з ретроградною й майже параболічною орбітою. Відкрита за допомогою телескопа NEOWISE 27 березня 2020 року. У момент відкриття мала видиму зоряну величину 17m. Абсолютна загальна магнітуда комети становить 14,5m.
Комета пройшла перигелій (найближчу точку своєї орбіти до Сонця) 3 липня 2020 року, перебуваючи на відстані 0,295 а. о. (43 млн км; 110 відстаней до Місяця) від Сонця й досягши зоряної величини принаймні 5m.
10 червня 2020 року мала видиму зоряну величину 7.
22 червня 2020 року комета увійшла в поле огляду Ширококутного спектрометричного коронографа LASCO C3 Сонячної та геліосферичної обсерваторії (SOHO). Її яскравість збільшилася до зоряної величини 3.
1 липня комета NEOWISE пояскравішала до зоряної величини +1. Вважається, що вона може досягти зоряної величини 0, набагато перевищивши яскравість, якої досягла комета C/2020 F8 (SWAN). Повідомляється, що у комети утворився другий хвіст: один хвіст складається з пилу, а другий із газу.
З 11 червня до 9 липня комета не віддалятиметься більше ніж 20 градусів від Сонця. Найменшої відстані до Землі вона досягне 23 липня 2020 року; вона становитиме 0,69 а. о. (103 млн км; 270 відстаней до Місяця). Це наближення збільшить її орбітальний період з прибл. 4500 років до прибл. 6800 років.
Група вчених з Ягеллонського університету (Польща) вирахувала швидкість обертання ядра NEOWISE — воно робить повний оберт за 7,58 +/- 0,03 години.

## Траєкторія
Положення комети на небі – ретроградні петлі викликані паралаксом від річного руху Землі навколо Сонця; найбільш очевидний рух відбувається, коли комета знаходиться найближче до Землі

## Галерея

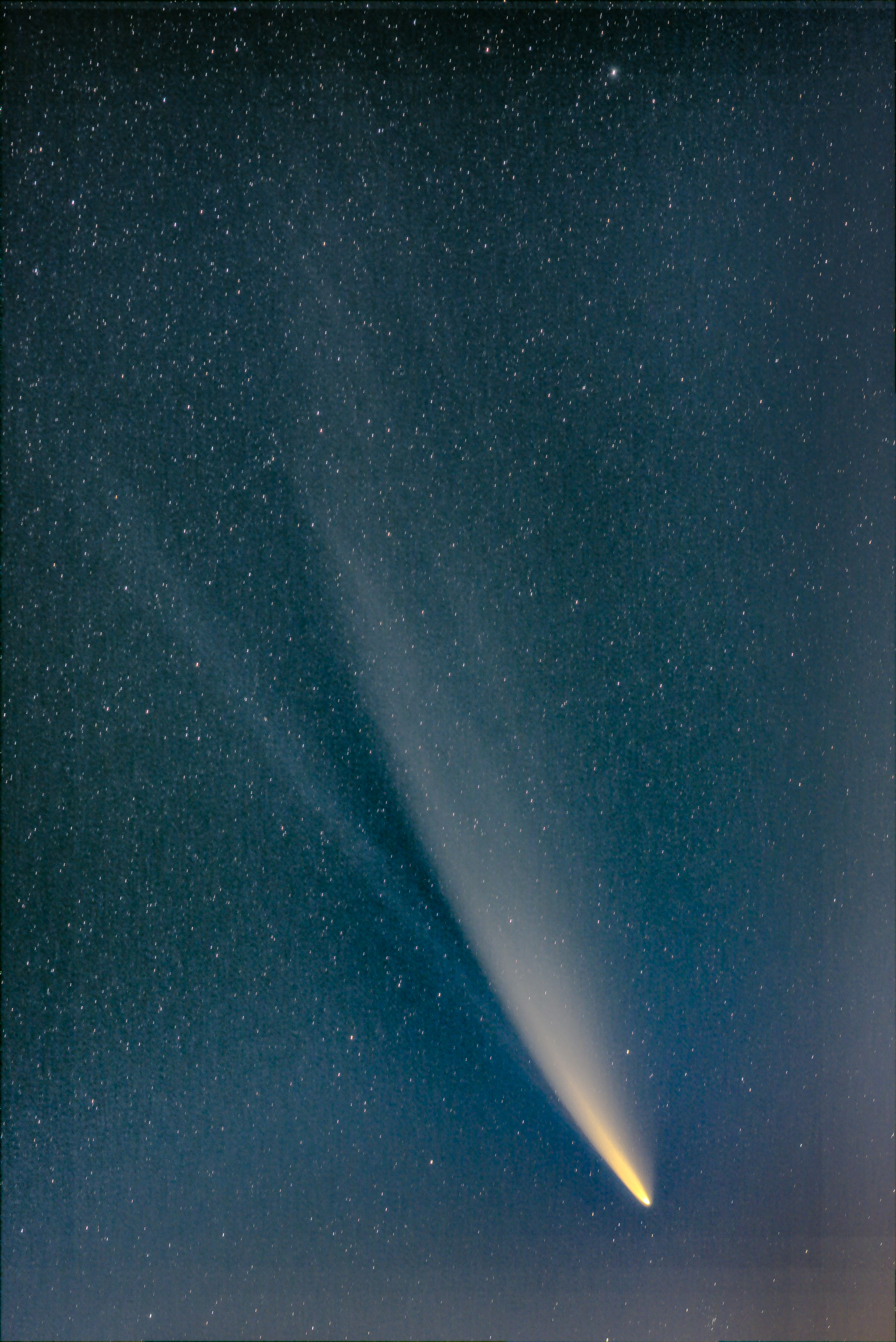
Комета C/2020 F3 (NEOWISE) 11 липня 2020 над Одесою
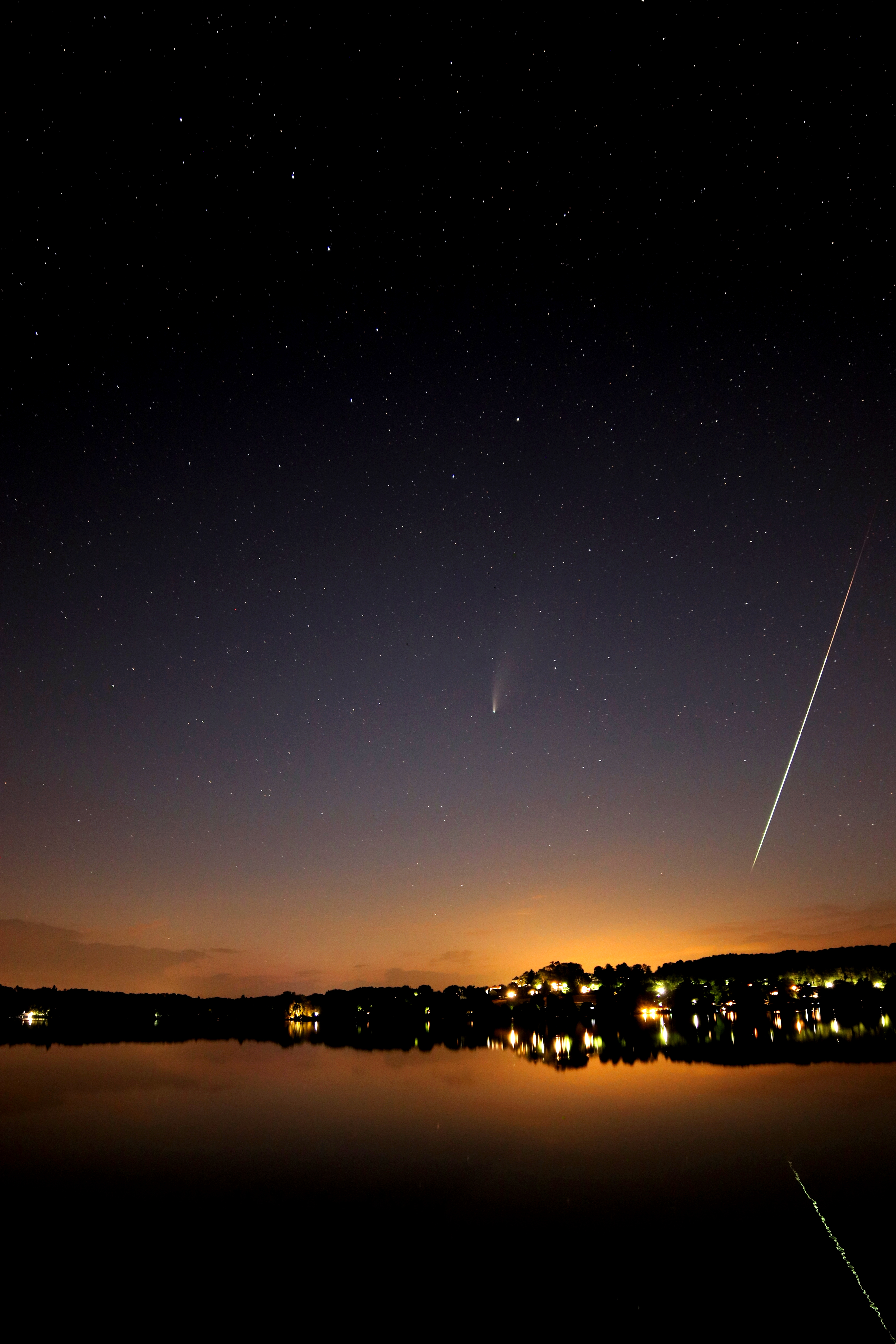
Комета C/2020 F3 (NEOWISE) та яскравий метеор у липні 2020 року
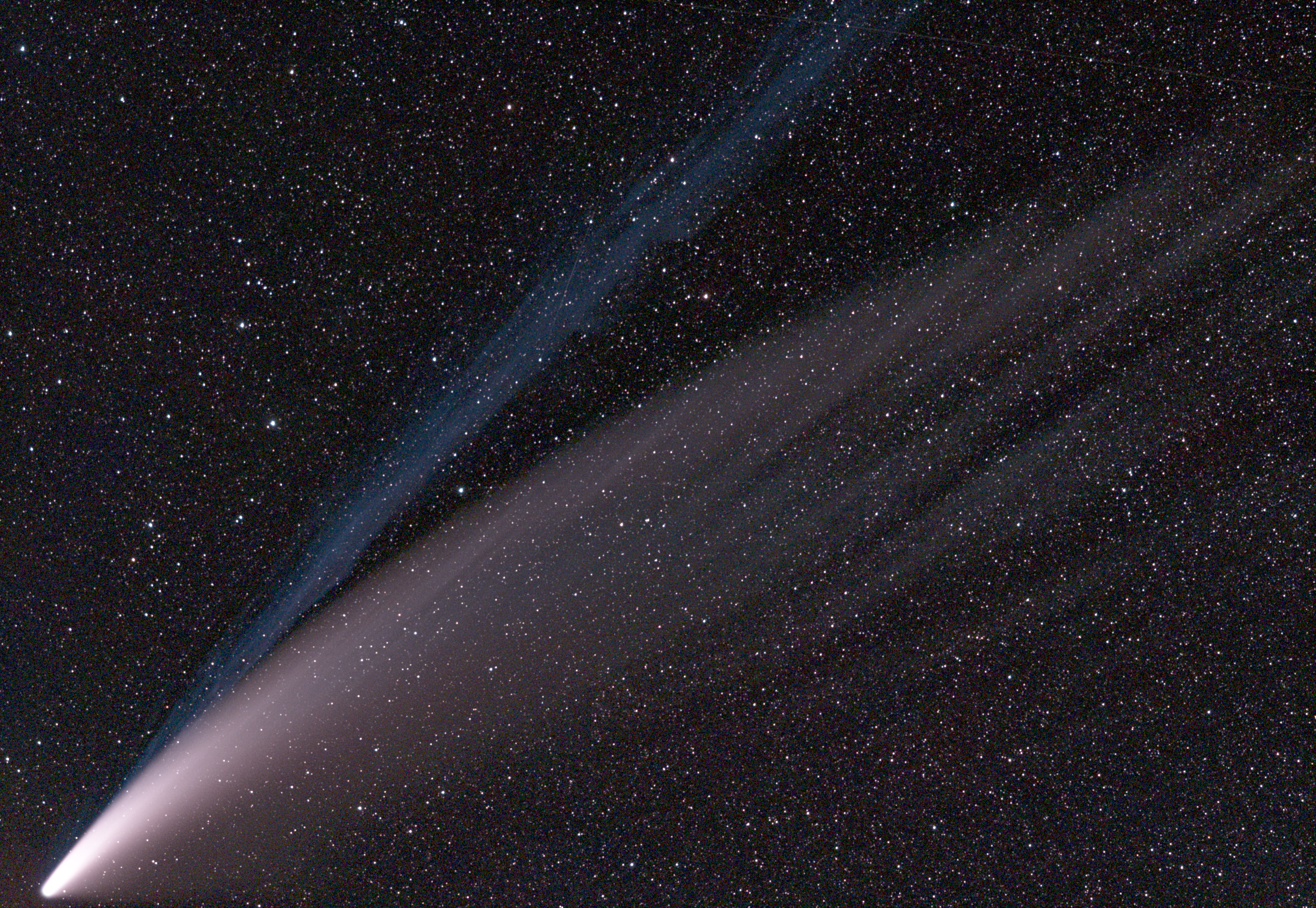
Комета 14 липня 2020
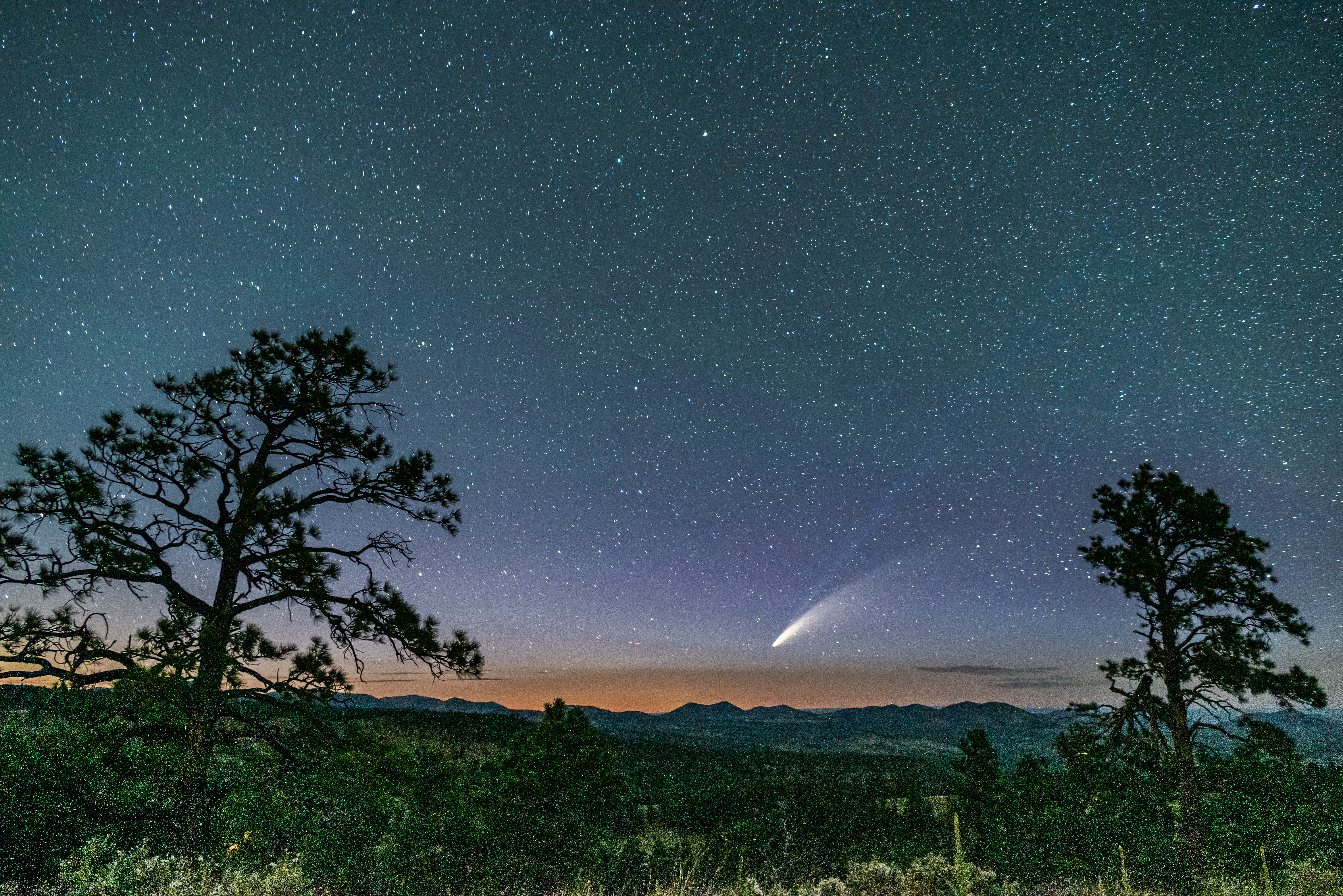
Комета 14 липня 2020
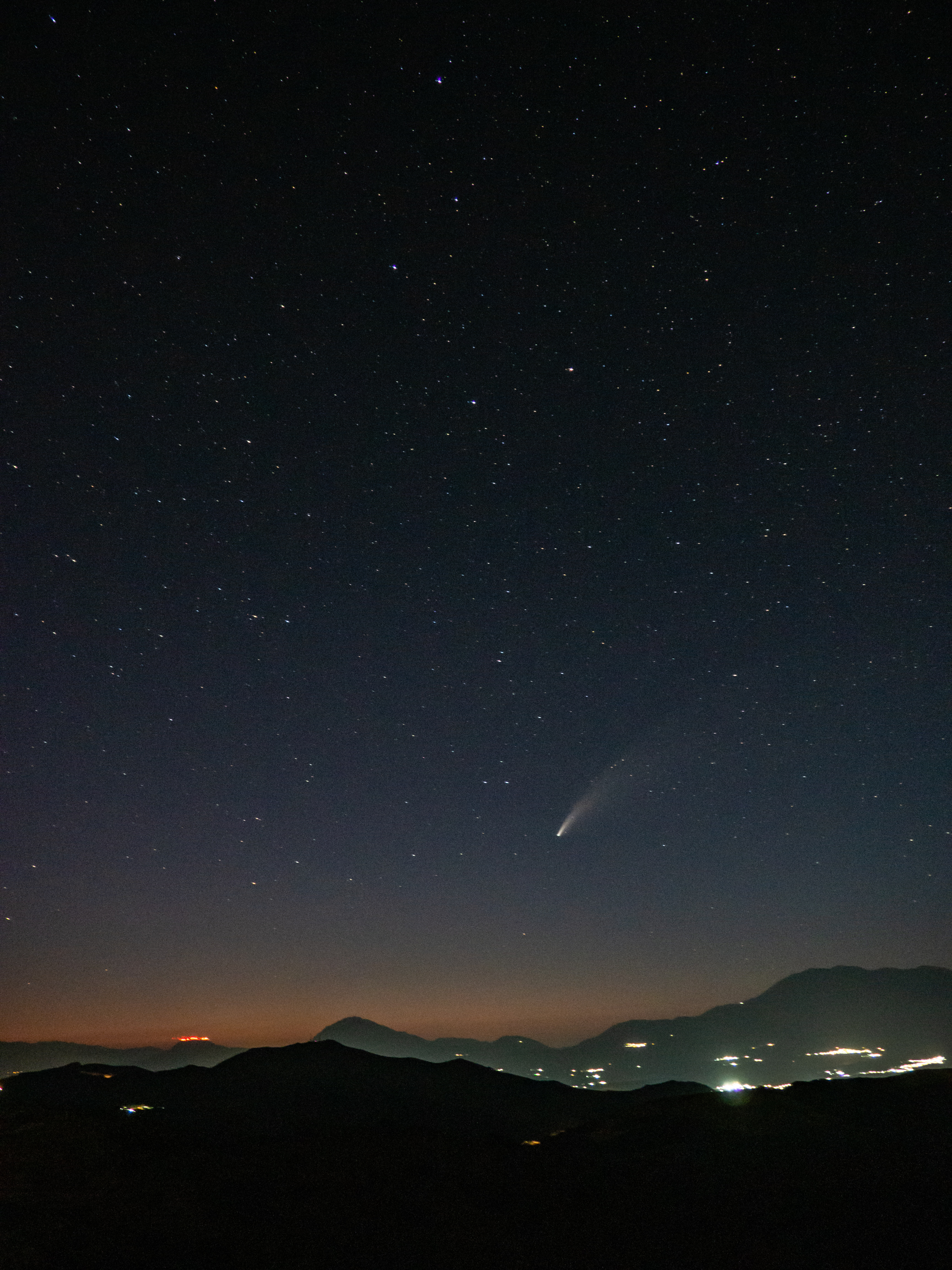
Комета C/2020 F3 (NEOWISE) 17 липня 2020 над Критом
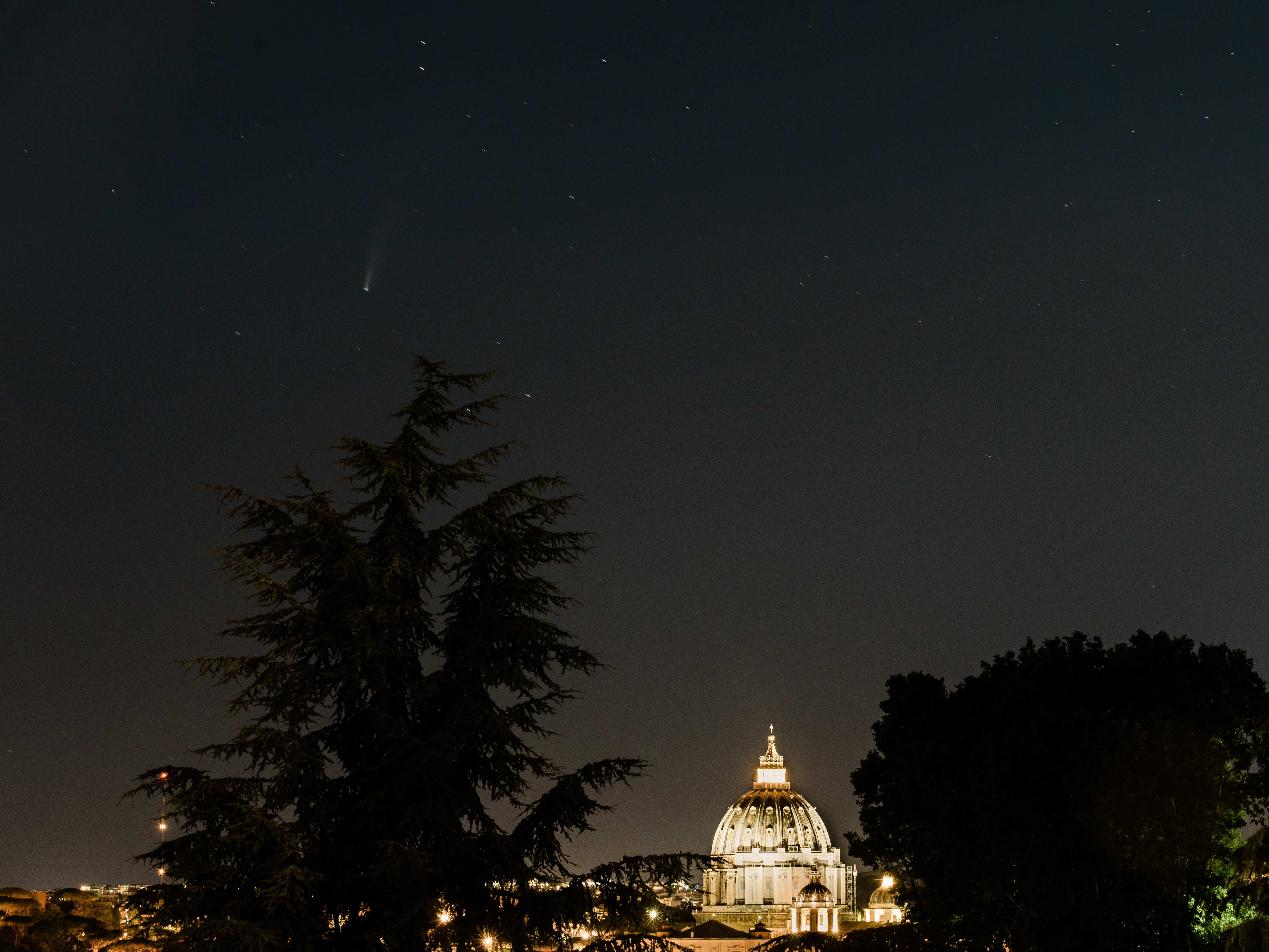
C2020 F3 над Римом